# Eremiaphila yemenita
Eremiaphila yemenita är en bönsyrseart som beskrevs av Boris Petrovich Uvarov 1939. Eremiaphila yemenita ingår i släktet Eremiaphila och familjen Eremiaphilidae. Inga underarter finns listade i Catalogue of Life.